# Franz von Zychlinski
Franz Friedrich Szeliga von Zychlinski (27 tháng 3 năm 1816 tại Allenburg – 17 tháng 3 năm 1900 tại Berlin) là một sĩ quan quân đội Phổ, đã được thăng đến cấp Thượng tướng Bộ binh. Ông đã từng tham chiến trong ba cuộc chiến tranh thống nhất nước Đức kể từ năm 1864 cho đến năm 1871, trong đó ông cũng tham gia các trận đánh quyết định ở Königgrätz-Sadowa vào ngày 3 tháng 7 năm 1866 và Sedan vào ngày 1 tháng 9 năm 1870.

## Tiểu sử
Franz sinh vào tháng 3 năm 1816, là con trai của cựu Trưởng quan kỵ binh Heinrich Wilhelm von Zychlinski (1755 – 1838) với người vợ của ông này là Wilhelmine, nhũ danh von Lietzen (1777 – 1829).
Thời trẻ, Zychlinski học tại các trường thiếu sinh quân ở Kulm và Berlin, sau đó ông gia nhập Trung đoàn Bộ binh số 24 với cấp hàm Thiếu úy vào ngày 5 tháng 8 năm 1833. Kể từ ngày 1 tháng 10 năm 1842 cho đến ngày 30 tháng 9 năm 1843, ông là sĩ quan phụ tá tiểu đoàn, sau đó ông đảm nhiệm chức sĩ quan phụ tá trung đoàn kể từ ngày 1 tháng 3 năm 1847 cho tới ngày 1 tháng 7 năm 1852 và trong thời gian này ông được thăng quân hàm Trung úy vào ngày 6 tháng 1 năm 1849. Chẳng bấy lâu sau, trong cơn bão Cách mạng Đức năm 1849, ông tham gia giao chiến trên đường phố ở Iserlohn cùng với các chiến dịch trấn áp quân nổi loạn tại Rheinpfalz và Baden. Đến ngày 22 tháng 6 năm 1852, Zychlinski được lên quân hàm Đại úy và vào ngày 20 tháng 7 năm 1855, ông trở thành Đại đội trưởng trong Trung đoàn Bộ binh số 24. Đến ngày 1 tháng 2 năm 1858, ông được đổi sang Trung đoàn Bộ binh số 33. Vào ngày 18 tháng 1 năm 1859, ông được thăng cấp bậc Thiếu tướng, đồng thời được ủy nhiệm làm Chỉ huy trưởng Tiểu đoàn II của Trung đoàn Dân quân Cận vệ số 3 ở Breslau. Sau đó, từ ngày 10 tháng 5 tới ngày 30 tháng 6 năm 1860, ông lãnh tạm quyền chỉ huy (Führung) Tiểu đoàn II của Trung đoàn Phóng lựu Cận vệ số 3 Vương hậu Elisabeth, trước khi Zychlinski được thụ phong Tiểu đoàn trưởng. Trong khi đảm nhiệm cương vị này, ông được thăng cấp Thượng tá vào ngày 17 tháng 3 năm 1863, rồi 9 tháng sau đó, ông được nhậm chức Chỉ huy trưởng Tiểu đoàn Bắn súng hỏa mai vào ngày 17 tháng 12. Không lâu sau, ông chỉ huy tiểu đoàn của mình chiến đấu trong cuộc Chiến tranh Đức-Đan Mạch (1864), trong đó ông tham gia các trận đánh như ở Horsens và cuộc pháo kích Fredericia.
Hai năm sau, ngày 3 tháng 4 năm 1866, ông được thăng chức Trung đoàn trưởng Trung đoàn Bộ binh số 27 "Vương tử Louis Ferdinand của Phổ (số 2 Magdeburg), rồi được lên cấp bậc Đại tá hai tháng sau đó. Cùng năm đó, ông chỉ đạo trung đoàn của mình tham gia trận Münchengrätz trong cuộc Chiến tranh Bảy tuần với Áo, trong đó trung đoàn ông là một phần thuộc Lữ đoàn số 14 dưới quyền chỉ huy của tướng Helmuth von Gordon. Trong trận Münchengrätz, ông được lệnh đánh chiếm phía đông nam thị trấn này với ngọn đồi dốc đứng Musky, nơi có các vị trí phòng ngự quan trọng của quân Áo. Sau khi hoàn thành thắng lợi nhiệm vụ của mình, ông tham gia trận đánh quyết định ở Königgrätz-Sadowa vào ngày 3 tháng 7. Trước trận đánh, ông cùng với Thiếu tá Ernst von Unger là hai người có công phát giác ra vị trí phòng thủ của quân Áo. Đêm ngày 1 tháng 7 năm 1866, tiền quân của Sư đoàn số 7 (tướng Fransecky) do ông chỉ huy đã hạ trại tại lâu đài Cerekwitz, tại bờ sông cách Sadowa 8 km về hướng bắc. Zychlinski để ý thấy rất nhiều ánh lửa trên các cao điểm ở phía đông, và ngày hôm sau, sau khi báo cáo những gì mà ông nhìn thấy cho Bộ Chỉ huy, ông cử một đội kỵ binh đi thám sát. Các kỵ mã đã lăn xả vào một toán bộ binh Áo, bắt được một binh sĩ Áo rồi trốn thoát. Bị tra khảo tại Cerekwitz, tù binh này nói với Zychlinski rằng Quân đoàn III của Áo đang đóng quân trên các cao điểm Clum và Lipa. Buổi trưa ngày 2 tháng 7, Zychlinski đưa tin đến Bộ Chỉ huy Tập đoàn quân số 1 của Vương thân Friedrich Karl tại Kamenetz. Vương thân vốn đã xác định rằng các báo cáo ban đầu của Zychlinski đòi hỏi sự điều tra và ông phái Thiếu tá Unger trong bộ tham mưu của mình dò la thung lũng Bistritz, phát hiện ra ít nhất 4 quân đoàn Áo đang đóng trại tại khu vực giữa Bistritz và Königgrätz, chứ không phải là một.
Trong trận chiến Königgrätz, ông có nhiệm vụ kéo quân từ Cerekwitz qua Benatek tới Cistowes. 4 tiểu đoàn của ông tấn công làng Benatek và sau một đợt giao tranh ngắn ngủi, họ chiếm được Benatek vào khoảng 8 giờ sáng. Sau đó, họ định đánh ra ngoài làng nhưng lo ngại trước các lực lượng được bố trí dày đặc của Áo trong các khu rừng ở sườn trái của họ. Sư đoàn trưởng Fransecky xuống lệnh dừng chân cho đến khi các Trung đoàn 26 và 66 có cơ hội đến ứng chiến rồi ra lệnh cho Lữ đoàn số 14 đổ vào rừng Swiepwald. Trước khi xung phong, để động viên tinh thần của quân sĩ, Zychlinski đã hô khẩu lệnh quen thuộc các Thống chế Blücher và Wrangel ngày trước, cùng với câu "Vượt lên!" (Durch) như nhà thơ Carl Theodor Körner thời Chiến tranh Giải phóng đã hát. Cùng với hai tiểu đoàn bắn súng hỏa mai thuộc Trung đoàn số 26 ở cánh trái, các tiểu đoàn bắn súng hỏa mai thuộc các trung đoàn số 27 và 67 ở cánh phải dưới quyền Zychlinski dễ dàng đánh bật quân Áo. Sau đó, được Tiểu đoàn II của Trung đoàn số 27 được tăng viện, Zychlinski đánh Cistowes, nơi được lữ đoàn của Appiano phòng ngự rắn chắc. Sau khi tập trung hỏa lực khốc liệt, giết chết Tiểu đoàn trưởng Tiểu đoàn I của Trung đoàn số 27 – Thượng tá von Sommerfeld, Tiểu đoàn IV Jäger và hai tiểu đoàn thuộc trung đoàn Đại Công tước Heinrich của Áo phản công đẩy lùi quân Phổ. Mặc dù bị sứt đầu mẻ trán, Trung đoàn số 27 giờ đây nhận được sự tiếp viện từ Trung đoàn số 66 và tiếp tục giao chiến. Bất chấp chiến thuật dùng cây cối để yểm trợ khéo léo của lính Jäger Áo, và sự tăng viện của Quân đoàn IV của Áo, quân đội Phổ quét sạch quân Áo ra khỏi khu rừng, buộc quân Áo phải rút chạy về đồi núi ở Cistowes. Quân Phổ cũng chiếm được làng Cistowes. Chỉ trong vòng một tiếng đồng hồ giao tranh, 6 tiểu đoàn Phổ của Zychlinski và Gordon đã đập tan hơn 10 tiểu đoàn Áo, tiêu diệt Lữ đoàn Brandenstein và giết chết viên lữ đoàn trưởng. Trong những diễn biến sau của trận đánh, Các lực lượng của Zychlinsky cũng giữ vững được khu vực mà mình đã chiếm sau suốt 6 tiếng đồng hồ giao chiến.
Trong trận chiến này, Zychlinski đã bị thương ở bắp vế và chỉ từ bỏ quyền chỉ huy trung đoàn của mình theo mệnh lệnh khẩn cấp từ Thái tử. Vì lòng dũng cảm trong chiến đấu, ông được tặng thưởng Huân chương Quân công cao quý nhất của Phổ vào ngày 20 tháng 9 năm 1866. Sau khi phục hồi sức khỏe, Zychlinski tiếp tục chỉ huy trung đoàn của mình trong vòng 4 năm. Ngay sau cuộc chiến năm 1866, nhà văn hào Theodor Fontane đã trao đổi thư từ với các tư lệnh như Zychlinski để thu thập kinh nghiệm viết về cuộc chiến, và về sau hai người trở thành bạn thân. Vào ngày 14 tháng 8 năm 1870, không lâu trước khi cuộc Chiến tranh Pháp-Đức (1870 – 1871), ông được lãnh nhiệm chức Lữ đoàn trưởng Lữ đoàn Bộ binh số 14 đồng thời được phong danh hiệu à la suite. Trong trận Beaumont ngày 30 tháng 8 năm 1870, quân lính dưới quyền ông thu giữ 22 khẩu pháo của Pháp. Trong trận Sedan vào đầu tháng 9, lữ đoàn của ông bị thiệt hại nặng trong cuộc đột chiếm các cao điểm về phía đông bắc Yoncq và núi Brune, với thương vong lên tới 14 sĩ quan và 382 binh lính. Trong những diễn tiến kế tiếp của cuộc chiến, ông tham gia cuộc vây hãm Paris, trận pháo kích Toul cũng như các trận đánh ở Mouzon và Epinay.
Vào ngày 26 tháng 1 năm 1875, Zychlinski được thăng hàm Trung tướng và được ủy nhiệm chức Sư đoàn trưởng Sư đoàn số 15, đóng quân tại Köln, và chỉ huy sư đoàn này cho đến khi rời ngũ. Với cấp bậc Danh dự (Charakter) Thượng tướng Bộ binh, vào ngày 18 tháng 10 năm 1890, Zychlinski được xuất ngũ (zur Disposition, không còn phục vụ tại ngũ nhưng sẽ được điều động khi có chiến tranh) với một khoản lương hưu theo yêu cầu của ông.
Sau khi về hưu, ông dời đến Berlin và trong những năm sau đó, ông là tác giả một vài cuốn lịch sử quân sự, ngoài ra ông cũng viết các bài báo đăng trên Tuần báo quân sự (Militär-Wochenblatt). Vào ngày 14 tháng 7 năm 1891, Zychlinski trở thành Chủ tịch của Ủy ban Quỹ Phế binh Quốc gia Viktoria (Ausschusses der Viktoria-National-Invalidenstiftung). Vào tháng 3 năm 1900, Zychlinski từ trần ở Berlin và được an táng theo nghi thức quân sự tại nghĩa trang Invalidenfriedhof, Berlin.
Vào ngày 15 tháng 11 năm 1836, ông thành hôn với Auguste Wilhelmine Ernestine Johanna, nhũ danh Scherz (1815 – 1899), echị gái của Hermann Scherz (1818 – 1888), một người bạn thời trẻ của Theodor Fontane. Về sau, Von Zychlinski trở thành một trong số nhiều bạn hữu của Fontane ở Berlin như đã nêu. Trong thời gian đó, chính Fontane đã trung gian cho Zychlinski làm quen với nhà nghiên cứu về Max Stirner John Henry Mackay vào năm 1897.
Vào thập niên 1840, khi còn là một sĩ quan trẻ, Zychlinski cũng gia nhập nhóm trí thức Hegel trẻ (hay Hegel cánh tả) của Bruno Bauer, một trong ba nhóm Hegel trẻ tại Berlin khi ấy. Dưới nặc danh "Franz Szeliga", ông xuất bản bài viết trên các tờ báo như nguyệt san Allgemeinen Literatur-Zeitung (1843/44) của Bauer và Norddeutschen Blättern für Kritik, Literatur und Unterhaltung (1844/45), cùng với Beiträgen zum Feldzuge der Kritik. Bài phê bình cuốn Les Mystères de Paris của nhà văn Pháp Eugène Sue do Zychlinski thực hiện trên báo Allgemeinen Literatur-Zeitung, trong đó ông coi tác phẩm của Sue như một "bí ẩn" xã hội và mỹ học, đã trở thành mục tiêu chỉ trích của Marx và Engels, những người khẳng định sứ mệnh lịch sử của giai cấp vô sản như là lực lượng tiến hành cách mạng xã hội chủ nghĩa tương lai, trong cuốn Heiligen Familie vào năm 1845. Ngoài ra, Zychlinski cũng bình luận chi tiết về cuốn Der Einzige und sein Eigenthum của Max Stirner (trong: Norddeutsche Blätter, 1845, Tập 2, Quyển 9, các trang 1-34)..

## Phong tặng
- Huân chương Đại bàng Đỏ hạng IV kèm theo Thanh gươm vào ngày 20 tháng 9 năm 1849
- Giải thưởng Phục vụ (Dienstauszeichnungskreuz, cũng có thể dịch là Thập tự Phục vụ) của Phổ vào ngày 18 tháng 6 năm 1859
- Huân chương Vương miện hạng III kèm theo Thanh gươm vào ngày 9 tháng 4 năm 1864
- Huân chương Vương miện Sắt hạng III đính kèm Phần thưởng chiến tranh (Kriegsdekoration) vào ngày 9 tháng 4 năm 1864
- Chỉ huy (Komtur) hạng II Huân chương Quân công Đại Công quốc Hessen vào ngày 8 tháng 3 năm 1870
- Chỉ huy hạng II Huân chương Albrecht vào ngày 7 tháng 8 năm 1870
- Huân chương Thập tự Sắt (1870) hạng II vài ngày 6 tháng 9 năm 1870
- Huân chương Thập tự Sắt (1870) hạng I vào ngày 31 tháng 12 năm 1870
- Tư lệnh hạng I Huân chương Gia tộc Albrecht Gấu (Albrechts des Bären) kèm theo Thanh gươm vào ngày 15 tháng 4 năm 1871
- Huân chương Đại bàng Đỏ hạng II đính kèm Bó sồi và Thanh gươm trên Chiếc nhẫn vào ngày 18 tháng 1 năm 1874
- Tư lệnh hạng I Huân chương Dannebrog vào năm 1875
- Ngôi sao đính kèm vào Huân chương Đại bàng Đỏ hạng II với Bó sồi vào Thanh gươm vào ngày 18 tháng 1 năm 1877
- Huân chương Đại bàng Đỏ hạng I đính kèm Bó sồi và Thanh gươm trên Chiếc nhẫn vào ngày 18 tháng 1 năm 1880
- Đại Thập tự của Huân chương Đại bàng Đỏ đính kèm Bó sồi và Thanh gươm vào ngày 22 tháng 3 năm 1897